# Kloster Wanewan

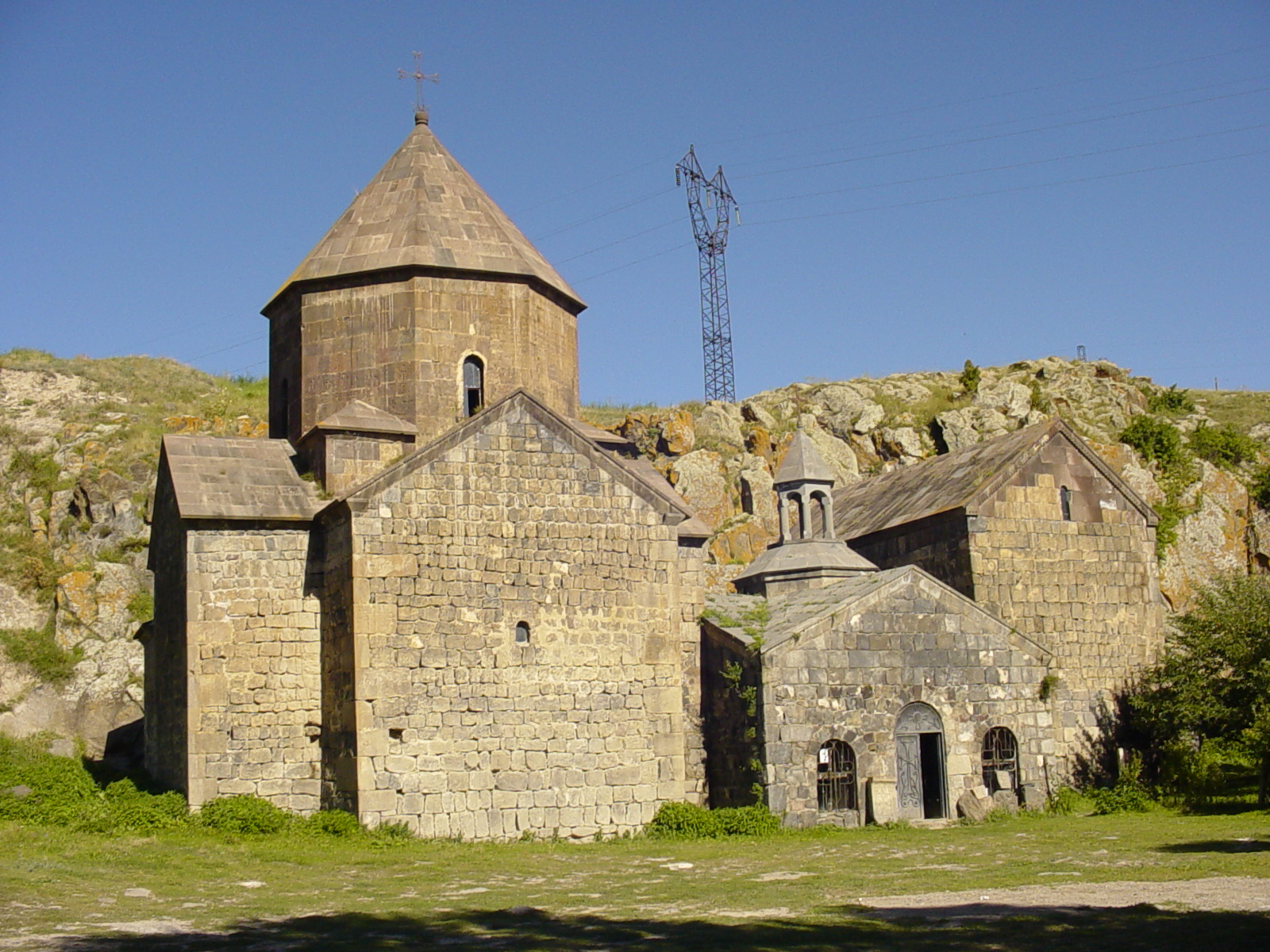
Kloster Wanewan

Das Kloster Wanewan (armenisch Վանեվանի վանք Wanewani Wank) ist ein ehemaliges Kloster der Armenischen Apostolischen Kirche in der ostarmenischen Provinz Gegharkunik. Die Ursprünge des Klosters gehen auf das 10. Jahrhundert zurück. Heute ist es teilweise eine Ruine.

## Lage
Das Kloster liegt südöstlich des Sewansee am Südrand des Dorfes Artsvanist. Etwa drei Kilometer südlich stehen die Kirche Kolataki Surb Astvatsatsin (armenisch Սուրբ Աստվածածին, „Heilige Muttergottes“), westarmenisch Surp Asdwadsadsin, andere Umschriften Surp Astvatsatsin, Surb Astuacacin, Surb Astwazazin aus dem späten 9. bis frühen 10. Jahrhundert und das Kloster Hnewank aus dem 10. Jahrhundert. In der Nähe befindet sich auch die Festung Bruti Berd mit ihrem Zyklopenmauerwerk.

## Baubeschreibung

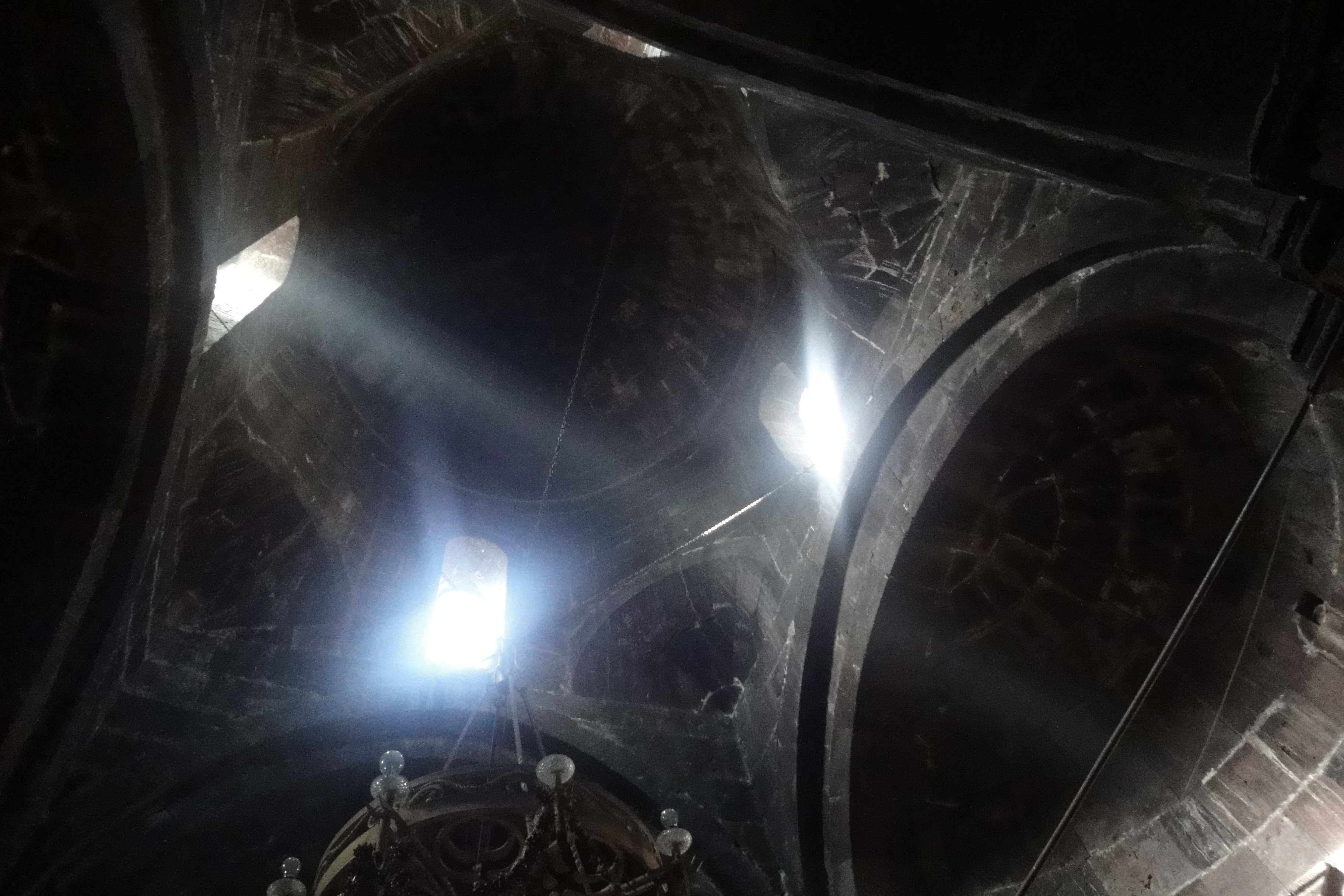
Die Kuppel der Hauptkirche

Der Klosterkomplex besteht aus zwei Kirchen, einem dazwischenliegenden Gawit, die alle mit einem ähnlichen Satteldach bedeckt sind. Alle drei Gebäude sind nach Osten ausgerichtet. Hinter dem Kloster gibt es eine Quelle und eine kleine Höhle, die zum Gipfel des Berges führt und den Klosterinsassen möglicherweise als Fluchtweg diente. Die 907 errichtete Hauptkirche Surb Grigor ist eine vierarmigen Kreuzkuppelkirche mit vier halbkreisförmigen Apsiden. An der Ostseite gibt es zwei Nebenräume. Der Tambour ist innen wie außen achteckig und wird von einem heute beschädigten Pyramidendach bekrönt. Vier zentrale Bögen tragen den Tambour und das Zeltdach. Die Wände der Kirche wurden aus einfachem Basalt erbaut, während die Innenwände des Tambour mit sorgfältig bearbeitetem Tuffstein verblendet ist. Als einziges Zierelement gibt es auf der Innenseite des Tambour im unteren Bereich ein umlaufendes Band.
Die ihr gegenüberliegende Kirche ist möglicherweise gleich alt. Sie ist eine einschiffige Kirche mit länglichem Grundriss. Ihr heute teilweise zusammengebrochenes Tonnengewölbe wurde von einer Reihe Bögen gestützt. In die Seitenwände wurden zwei überwölbte Nischen eingemeißelt. Das umlaufendes Band am Fuß der Kuppel ist identisch mit dem der Hauptkirche, so dass man davon ausgeht, das beide Kirchen gleich alt sind. Ihre Wände sind mit einer Farbschicht unbekannten Alters bedeckt.
Der dazwischenliegende Gawit wurde später hinzugefügt. Das Bauwerk verbindet die Kirchen und ist mit einem  Kraggewölbe mit zentralen Oberlicht bedeckt. Heute ist es teilweise zerstört. Über eine Öffnung in der Ostwand des Gawit können zwei rechteckige Nebenräume betreten werden, die möglicherweise Mönchszellen waren.
Im Kloster und in der näheren Umgebung stehen mehrere Chatschkare. In der Nähe des Klosters gibt es einen aufgegebenen Friedhof sowie die Ruine einer weiteren Kirche.

## Geschichte

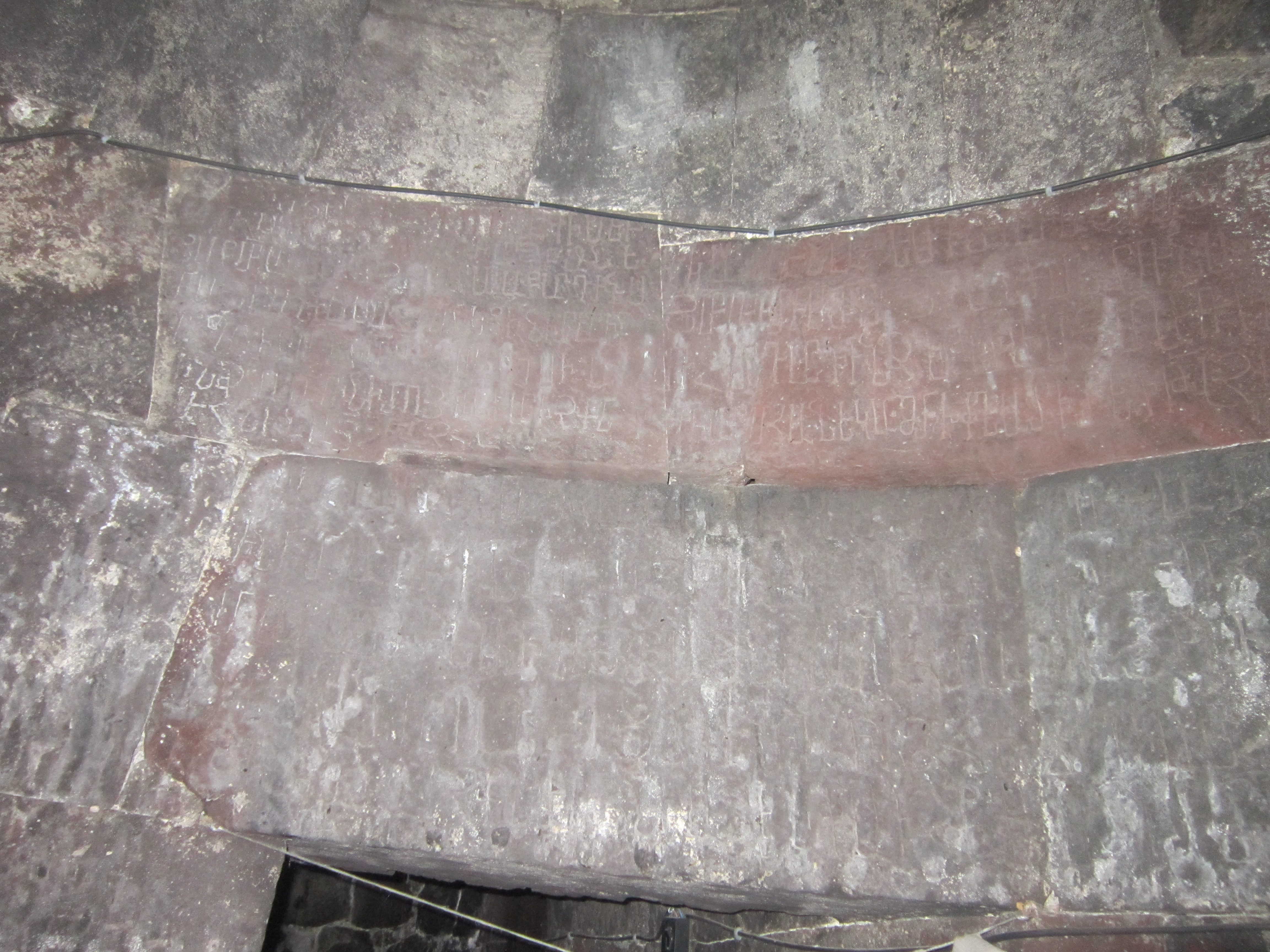
Inschrift im Kircheninneren

Über die Geschichte des Klosters von Wanewan ist nicht viel bekannt. Laut einer Inschrift an der südöstlichen Seite des Tambour ließen der Bruder von König Smbat (dem zweiten König des mittelalterlichen armenischen Königreichs), Prinz Shapuh Bagratuni, und seine Schwester Mariam aus dem Geschlecht der armenischen Bagratidendie Hauptkirche Surb Grigor (Gregor der Erleuchter, armenisch Գրիգոր Լուսաւորիչ,  translit. Grigor Lusavorich, altgriechisch Γρηγόριος Φωστήρ Gregorios Phoster oder Φωτιστής Photistés; * vermutlich um 240; † um 331) im Jahre 903 erbauen. Wie es in der Inschrift weiter heißt, sei daraufhin das Kloster eingerichtet worden und von lokalen Adeligen mit vier umliegenden Dörfern und einer Wassermühle ausgestattet worden.
Im Jahre 914 wurde König Smbat I., der im Kampf gegen arabische Invasoren gefallen war, im Kloster von Wanewan begraben.
Nach Angaben des Mittelalterlichen Historikers und Metropoliten von Sjunik, Stepanos Orbelian (armenisch Ստեփանոս Օրբելյան; ca. 1250–1305) war das Kloster im ausgehenden 10./ dem beginnenden 11. Jahrhundert war das Kloster offenbar so verfallen, dass es Gagik I., von 989–1020 König von Armenien, restaurieren und mit einer Mauer umgeben ließ.
Nach mehreren Feldzügen des Osmanischen Reiches war die Gegend um das Kloster im 16. Jahrhundert weitgehend entvölkert. Auch die Mönche verließen das Kloster, das daraufhin aufgegeben wurde. In der zweiten Hälfte des 19. Jahrhunderts wurde es neu besetzt. In den Jahren 1871 bis 80 wurde das Kloster, das bis heute aktiv ist, restauriert.